# Peucedanum natalense
Peucedanum natalense är en flockblommig växtart som först beskrevs av Otto Wilhelm Sonder, och fick sitt nu gällande namn av Adolf Engler. Peucedanum natalense ingår i släktet siljor, och familjen flockblommiga växter. Inga underarter finns listade i Catalogue of Life.